# Racławicka (métro de Varsovie)
Racławicka est une station de la ligne 1 du métro de Varsovie, située dans le quartier de Mokotów. Inaugurée le 7 avril 1995, la station permet de desservir la rue de l'indépendance.

## Description
La station de plain-pied est d'une largeur de 10 m pour 120 m de long. La station est en forme d'arc, sans pilier central. Les couleurs principales de cette station sont le rouge et le gris. Les parois latérales et écriteaux sont illuminés la nuit. À la surface se trouvent des escaliers ainsi que des ascensceurs pour les personnes souffrant de handicap, elle dispose également de points de vente de tickets ainsi que de guichets automatiques bancaires. C'est la seule station du métro de Varsovie à ne pas disposer de toilettes.
Cette station est la 9e de la Ligne 1 du métro de Varsovie dans le sens sud-nord, suivie alors de la station Pole Mokotowskie, et est la 13e dans le sens nord-sud, suivie de la station Wierzbno.

## Position sur la ligne 1 du métro de Varsovie

Position de la station Racławicka (9e en partant du sud) sur la ligne 1.